# جين تومبسون
جين «جيني» تومبسون (لاحقاً باركر ؛ 15 أكتوبر 1910  (أو 10 أغسطس)  - 1976) كندية وكانت عداءة مسافات متوسطة. احتلت المركز الرابع في سباق 800 متر في دورة الألعاب الأولمبية الصيفية عام 1928 ، وذلك عندما تم إدراج منافسات النساء لأول مرة في الألعاب الأولمبية.
كانت طومسون الخامسة من بين سبعة أولاد لديفيد ومارغريت تومبسون. ولدت في تورنتو، لكن أسرتها انتقلت في وقت لاحق إلى هاميلتون ثم إلى بينيتانجويشين. في عام 1924 توفيت والدتها في حادث سيارة. بدأت تومسون التدريب في ألعاب القوى في عام 1925 ، بعد فترة وجيزة من التحاقها بمدرسة بينيتانغ الثانوية، وفازت بالفعل في عام 1928 باللقب الوطني في سباق 800 متر، وهو رقم قياسي عالمي وتأهلت للألعاب الأولمبية.  

## روابط خارجية
- جين تومبسون على موقع أوليمبيديا (الإنجليزية)